# Кларк, Эд
Эд Кларк (англ. Ed Clark; 4 мая 1930, Мидлборо, Массачусетс — 18 июня 2025) — американский политик, баллотировавшийся на пост губернатора Калифорнии в 1978 году и на пост президента США от Либертарианской партии в 1980 году.

## Выборы губернатора Калифорнии 1978 года
На этих выборах Кларк получил 377 960 (или 5,46 %) голосов избирателей. Он был членом Либертарианской партии, однако участвовал в выборах как независимый кандидат. Столь высокий результат независимого кандидата считается беспрецедентным для Калифорнии. Кларк проиграл выборы переизбранному Джерри Брауну, получившему 56 % голосов, кандидат от республиканцев Эвелл Джей Младший набрал 36,5 %.

## Выборы президента США 1980 года
В 1979 году на съезде Либертарианской партии в Лос-Анджелесе Кларк был выдвинут кандидатом в президенты. Он опубликовал свою программу, названную «Новое начало» (англ. A New Beginning). В ходе избирательной кампании он позиционировал себя как кандидат мира, обещая одновременно увеличение бюджета и снижение налогов. Когда во время телевизионного интервью ему предложили в двух словах представить концепцию либертарианства, он сказал «либерализм низких налогов».
Кларк получил 921 128 голосов (1,06 %) — лучший результат Либертарианской партии до 2016 года (в процентах). Наибольшую поддержку ему оказала Аляска, где он получил 11,66 % голосов (почти половина от результата Джимми Картера).
Умер 2 июля 2025 года в возрасте 95 лет.